# When the Music Dies
When the Music Dies è un singolo della cantante azera Səbinə Babayeva, pubblicato nel 2012 da Spectre.
Il brano ha rappresentato l'Azerbaigian, per l'Eurovision Song Contest 2012, classificandosi al 4º posto nella finale con 150 punti.

## Descrizione
Nella melodia del brano sono presenti alcuni elementi tipici della musica popolare azera come il balaban, il davul, il kamancheh e la daira oltre che lo stile vocale del mugham.

## Tracce
Download digitale
Testi e musiche di Anders Bagge, Sandra Bjurman, Stefan Örn e Johan Kronlund.
1. When the Music Dies – 2:59
2. When the Music Dies (versione karaoke) – 3:13
3. When the Music Dies (versione acustica) – 3:21

Download digitale - remix
1. When the Music Dies (Promostella Club remix) – 4:28
2. When the Music Dies (Promostella Radio Short Club remix) – 3:14

## Formazione
- Səbinə Babayeva – voce
- Alim Qasımov – mugham
- Şirzad Fətəliyev – balaban